# Ye'elimite
La ye'elimite è un minerale.